# محمد علي كامارا
محمد علي كامارا (بالفرنسية: Mohamed Ali Camara)‏ هو لاعب كرة قدم غيني، ولد في 28 أغسطس 1997 في كيروان في غينيا. لعب مع نادي يانغ بويز.

## وصلات خارجية
- محمد علي كامارا على موقع الاتحاد الأوربي (الإنجليزية)
- محمد علي كامارا على موقع قاعدة بيانات كرة القدم.إي يو (الإنجليزية)
- محمد علي كامارا على موقع ناشيونال فوتبول تيمز (الإنجليزية)
- محمد علي كامارا على موقع Soccerway.com (الإنجليزية)